# Prince

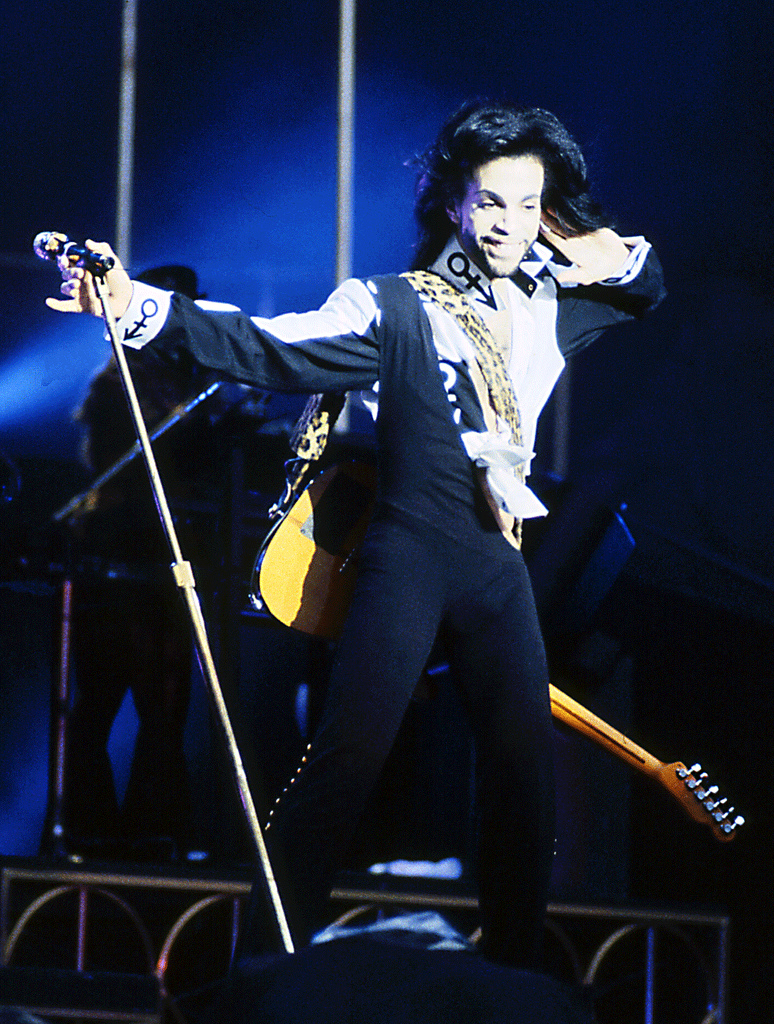
Prince em 1990.

Prince Rogers Nelson (Minneapolis, 7 de junho de 1958 — Chanhassen, 21 de abril de 2016) foi um músico, cantor, compositor, multi-instrumentista, produtor, ator, filantrópico e dançarino norte-americano. Lançou 39 discos em vida, e sua música mistura diversos gêneros como o funk, R&B, soul, jazz, rock, pop e hip hop.
Filho de pais músicos, Prince teve bastante contato com instrumentos desde pequeno. O primeiro instrumento que ele aprendeu a tocar foi o piano, com apenas 7 anos de idade, herdado de seu pai, quando este se separou de sua mãe. Com o passar do tempo aderiu a diversos outros instrumentos, como o baixo, bateria, percussão, guitarra e muitos outros. Adquiriu reconhecimento através do convívio com esses diversos instrumentos musicais, o que lhe permitiu, já em seu primeiro disco, intitulado "For You", gravar tudo sozinho. Além de tocar todos os instrumentos, ele também compôs a maioria das letras, bem como produziu o álbum. Esse padrão estendeu-se durante toda a sua carreira: ele não permitia que ninguém interferisse no seu processo criativo. Seguiu compondo, produzindo, tocando e ditando as regras em todos os seus trabalhos artísticos. Gravou compulsivamente a maior parte da vida, e sempre esteve trabalhando à exaustão em seu estúdio pessoal em Paisley Park. Por causa disso, Prince ganhou fama de "workaholic", ou seja; de pessoa obcecada pelo trabalho.
Seu álbum de maior sucesso foi Purple Rain, de 1984, que veio acompanhado de um filme de mesmo nome. Purple Rain vendeu mais de 21 milhões de cópias e ajudou a fermentar a influência de Prince na década de 1980 como um dos maiores ícones da música pop norte-americana. Nos anos 1990, Prince teve um período de baixa popularidade, devido principalmente às brigas com sua gravadora na época, a Warner Bros. Ele acreditava que a gravadora estava usando seu nome, que lhe havia sido concedido ao nascer, como uma "máquina de fazer dinheiro". Além de que, também não possuía os direitos autorais de sua música, e tudo isso levou-o a mudar seu nome para um símbolo impronunciável (). Em maio de 2000, voltou a usar seu nome, Prince, após seu último contrato com a gravadora expirar. Voltou com mais forças em 2004, lançando o álbum Musicology. Também foi introduzido ao Rock and Roll Hall of Fame, e se apresentou no Grammy Awards junto à cantora Beyoncé. O álbum "Musicoloïgy" ficou em primeiro lugar nas paradas em cinco países. Outros fatores que marcaram a carreira e a vida de Prince durante a década foram as várias turnês multimilionárias, o seu show no intervalo do Super Bowl em 2007 e a sua conversão no grupo religioso Testemunhas de Jeová.
Prince é considerado um dos maiores ícones da música de todos os tempos. É aclamado pelos críticos, que elogiam o seu trabalho pela versatilidade em compor, tocar, cantar e dançar, e pelas suas performances, descritas por anos como sendo algo extraordinário. Seu trabalho tem influenciado diversos músicos especialmente da black music norte-americana, como Bruno Mars, Beyoncé e The Weeknd. O público, por sua vez, deu prestígio a Prince fazendo dele um dos recordistas de vendas de discos: foram mais de 100 milhões de cópias vendidas ao longo de sua carreira. Várias instituições da música reconhecem o seu trabalho, também. Ele ganhou 7 Grammys, além de possuir dois álbuns no Grammy Hall Of Fame. Em 2003, a prestigiada revista Rolling Stone colocou Purple Rain em 72° em sua lista de 500 melhores álbuns de todos os tempos, sendo que a revista Time já o tinha classificado em 15°. Além de Purple Rain, a Time anexou Sign O the Times' nesta lista. Em 2008, Prince foi eleito o 30º maior cantor de todos os tempos pela Rolling Stone. Em 2012, Prince foi eleito o 28° maior artista de todos os tempos também pela Rolling Stone, e em 2011, a mesma Rolling Stone ainda o colocaria em 33º em sua lista de melhores guitarristas. A lista foi compilada a partir dos votos de vários outros guitarristas famosos, como Tony Iommi, Eddie Van Halen e Brian May. Prince ainda figuraria a 6° posição em uma lista com o mesmo tema feita pela SPIN, a 14° na lista a Gibson de maiores guitarristas e a 10° na lista da Time. A SPIN ainda incluiria Prince em primeiro lugar na sua lista de 'maiores frontman' de todos os tempos. Em 2004, Prince foi introduzido ao "Rock and Roll Hall of Fame", uma espécie de "museu da música" que perpetua os mais importantes nomes da indústria fonográfica, artistas que de alguma forma tiveram impacto na cultura norte-americana. Na ocasião, o músico fez um mesh-up de "The Glamorous Life", "Let's Go Crazy", ""Sign 'O' the Times," e finalizou com "Kiss". Mais tarde no mesmo dia, na nomeação de George Harrison para o Hall of Fame, Prince tocou o solo de "While My Guitar Gently Weeps", que lhe rendeu muitos elogios. Em 2006, Prince leva um Globo de Ouro pela canção "The Song Of the Heart", trilha sonora da animação Happy Feet. Levou também um Academy Music Awards, prestigiado prêmio dado pela Academia de Artes e Ciências Cinematográficas de Los Angeles. Em 2013, Prince foi eleito o segundo melhor artista de se assistir ao vivo pela Rolling Stone.
Em 21 de Abril de 2016, Prince foi encontrado desacordado em sua mansão em Minneapolis. Uma ligação para o serviço de emergência foi feita às 9h43 da manhã, mas os atendentes médicos não puderam reanimá-lo e Prince foi declarado morto devido a uma overdose de fentanil às 10h07. A morte do músico repercutiu no mundo todo e sobretudo no meio artístico, com homenagens de diversos artistas como Stevie Wonder, Elton John, Paul McCartney, Mick Jagger, Madonna e Lenny Kravitz. Seu corpo foi cremado numa cerimônia para amigos mais íntimos e parentes. Como não deixou descendentes, a fortuna de Prince, estimada em 300 milhões de dólares, foi dividida entre seus seis irmãos.

## Biografia
Prince Rogers Nelson era filho de John L. Nelson e Mattie Shaw. O pai tocou num trio de jazz chamado Prince Rogers Trio, daí a inspiração para o seu nome. Ambos os seus pais são afro-americanos. Após o nascimento da sua irmã, Tika Evene em 1960, os pais de Prince foram-se distanciando até se separarem. A mãe se casou novamente mas a convivência com seu padrasto não era boa, o que o fez morar temporariamente com o pai, que lhe comprou a primeira guitarra. Nesse tempo, Prince fez amizade com uma família vizinha, os Andersons, especificamente com o filho deles, Andre Anderson. Prince e Andre juntaram-se a um primo de Prince, Charles Smith e formaram uma banda chamada Grand Central. Prince encarregou-se da parte instrumental da banda, tocando em pequenos clubes de Minneapolis. O conhecimento musical de Prince foi-se desenvolvendo e rapidamente se tornou no principal membro da banda e também no vocalista. Era então influenciado por James Brown, Jimi Hendrix, Earth, Wind & Fire, Sly and Family Stone, Miles Davis, George Clinton e Parliament-Funkadelic, Carlos Santana e Todd Rundgren. Prince serviu, de 2003 até sua morte, como Testemunha de Jeová.

## Carreira

### Começo e avanço (1975–84)
Em 1976, Prince começa a trabalhar como aprendiz no estúdio de Chris Moon, que o apresenta a Owen Husney. Husney percebe o potencial de Prince e investe em sua carreira junto com Pepe Willie. O primeiro álbum de Prince sai pela Warner Bros. Em 1978 e chama-se For You. Todas as canções deste álbum foram escritas e executadas por Prince, exceto Soft and Wet. O álbum teve vendagem modesta, não entrando nem entre as 200 da Bilboard, sendo Soft and Wet o único hit que até foi bem executado nas paradas R&B.
Em 1979, Prince organizou sua banda com Andre Cymone (nome artístico de Andre Anderson) no baixo, Gayle Chapman e Matt Fink nos teclados, Bobby Z na bateria e Dez Dickerson na guitarra. Prince propositalmente formou uma banda multi racial, misturando brancos e negros como uma banda que o influenciou muito, Sly and Family Stone. Seu segundo álbum, intitulado " Prince" entrou no Bilboard 200 e teve dois hits, Why You Wanna Treat Me So Bad? e I Wanna Be Your Lover.
Estes dois hits foram tocados ao vivo em 26 de janeiro de 1980 na televisão no programa American Banstand. Prince chamou a atenção pelas suas roupas coloridas, que vestiam seu 1,6 m de altura, turbinados pelas botas de salto alto. Quando questionado pela imprensa a respeito de seu figurino, ele declarou que se sentia bem com seu visual.

### EraControversye1999(1980-1984)
Em 1980, Prince lança Dirty Mind, seu terceiro álbum. Na banda, Lisa Coleman substitui Chapman, que sai após seus princípios religiosos falarem mais alto em protesto às letras de teor sexual de Prince. Dirty Mind é notavelmente conhecido por seu conteúdo sexualmente explícito. Prince abriu os shows para Rick James em 1980 sob o rótulo de "punk funk" aplicado a ambos. Em Dirty Mind Prince abandonou a postura disco para adotar uma atitude mais roqueira. Este fato, mais a ostentação de se expressar sexualmente no palco e nas letras de suas canções fizeram o público questionar sua orientação sexual. Isto lhe trouxe problemas como na ocasião em que abriu os shows dos Rolling Stones em Los Angeles no Los Angeles Coliseum em 1981, quando a plateia atirou lixo nele quando vestia um casaco e cueca, sendo vaiado até sair do palco.
Controversy é lançado em 1981, com o single de mesmo nome entrando pela primeira vez nas paradas internacionais em fevereiro de 1981.
Prince na década de 1980 teve a banda The Revolution acompanhando-o e na década de 1990 formou The New Power Generation. Em 1982 lança 1999, um álbum duplo que vendeu mais de 10 milhões de cópias. Os hits deste álbum, como Little Red Corvette e 1999 o consagraram como um dos principais artistas negros da época, ao lado de Michael Jackson e Lionel Richie na ainda iniciante MTV. Delirious, outro hit, alcançou o top 10 da Bilboard Hot 100.

### The Revolution ePurple Rain(1984-1987)

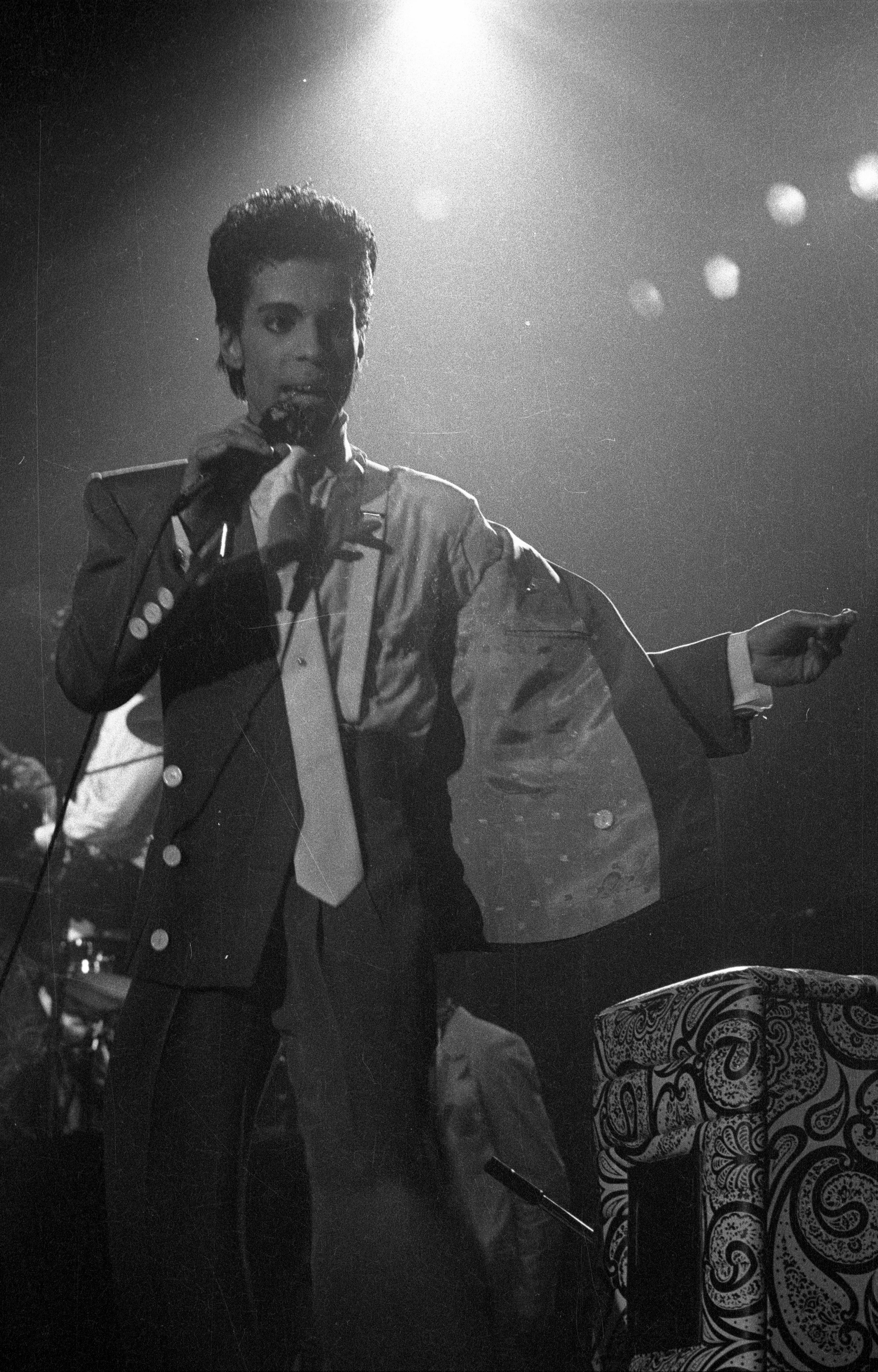
Prince em 1986.

Em 1984 Prince passa a chamar sua banda de "The Revolution", que consistia em Lisa Coleman e Dr. Fink nos teclados, Bobby Z na bateria, Brown Mark no baixo e Wendy Melvoin na guitarra. Purple Rain então é lançado junto com o filme de mesmo nome. O disco vendeu mais de 20 milhões de cópias e ficou 24 semanas consecutivas na parada do Bilboard 200. O filme, definido pelo crítico Joe Queena como "sexista, juvenil e mentecapto", arrecadou somente nos EUA, 80 milhões de dólares nas bilheterias. Purple Rain provou que Prince era um sucesso, um superstar. Duas faixas de Purple Rain, "When Doves Cry" e "Let´s Go Crazy" chegaram ambas no topo dos singles dos EUA e viraram hits internacionais, enquanto a faixa título chegaria ao número 2 do Bilboard Hot 100. Simultaneamente, Prince aparecia como estrela do filme, single e álbum número 1 dos EUA. Prince ganha ainda o prêmio de melhor canção original da Academia por Purple Rain além de melhor trilha sonora de filme, e o álbum foi escolhido pela Rolling Stone como um dos 500 melhores álbuns de todos os tempos.

O logo "Parental Advisory - explicit content" foi criado por conta da canção Darling Nikki.

Neste álbum também está a canção Darling Nikki. Segundo consta, Tipper Gore, mulher de Al Gore, então vice-presidente dos EUA, ficou escandalizada ao encontrar sua filha de 11 anos ouvindo esta canção. O problema todo está na letra da canção, que fala sobre o encontro de um homem com uma mulher viciada em sexo e muito mais... Isso teria sido a gota d´água para a criação de sua Parents Music Resource Center, responsável por colocar avisos sobre letras de músicas consideradas “explícitas” nos discos.
Subsequente a Purple Rain, em 1985, Prince lança Around The World In A Day, que chegou ao número 3 das paradas americanas. A faixa "Raspberry Beret" chega ao número 2 do Bilboard Hot 100.
Mas nem tudo era sucesso, e em 1986 Prince lança seu segundo filme Under The Cherry Moon, que foi um retumbante fracasso, que lhe fez ganhar o Framboesa de Ouro de Pior Ator em 1987. A trilha sonora, denominada Parade atingiu os 12 milhões de cópias vendidas, sendo a faixa "Kiss" número 1 da parada norte-americana. Promovendo este álbum, Prince dá início a uma turnê europeia e asiática que consistia em shows esporádicos, anunciados poucas horas antes de sua performance.
A tensão entre os membros da banda aumentava e após a turnê, Prince demite todos, sendo o a continuar com ele (em sua banda de fundo) foi Dr. Fink como tecladista.

### ELE Solo, renascimento espiritual,LovesexyeSign O' the Times(1987-1991)
Sign O´The Times, lançado em 1987 como álbum duplo recebe várias críticas positivas e entra para a lista dos 100 melhores álbuns de todos os tempos da Rolling Stone e da revista Time, sendo eleito ainda o melhor dos anos 1980. Tentando promover o álbum (que apesar de sucesso da crítica, falhava em vendas), Prince lança seu terceiro filme, homônimo ao disco. Em 1987 Michael Jackson convida Prince para um dueto em seu álbum Bad, mas diferenças artísticas puseram fim ao projeto.
Também em 1987 Prince lança The Black Album, feito para o público negro que supostamente ele perdera por ter feito muitos álbuns para o público branco. Já haviam sido impressas quinhentas mil cópias quando o álbum foi cancelado pelo próprio Prince, após uma epifania. The Black Album foi lançado somente em 1994, numa edição limitada.
Seu álbum seguinte, Lovesexy desaponta nas paradas, chegando apenas em décimo primeiro, sendo o único single de destaque Alphabet St., que alcançou o oitavo lugar na Billboard. Lovesexy também causou polêmica por sua capa, onde Prince posava nu. Uma turnê foi realizada para promover o álbum, mas gerou prejuízo devido à sua espalhafatosidade.
Em 1989 Prince volta ao número 1 com o hit "Batdance" da trilha sonora do filme Batman. No mesmo ano, ele gravaria Like a Prayer com Madonna, sendo coautor (mas não creditado) das canções "Like a Prayer", "Keep It Together", "Act of Contrition" e "Love Song", sendo este último com sua participação nos vocais. No ano seguinte, ele experimentou um sucesso mundial "por tabela" com uma canção sua, que se tornou uma das mais executadas no planeta na época: "Nothing Compares 2 U", gravada por Sinead O'connor, teve execução maciça nas rádios FM dos cinco continentes.
Seu álbum seguinte Graffiti Bridge fica em sexto nos EUA e em primeiro na Inglaterra e é trilha sonora do filme homônimo. Inicialmente, a Warner não queria financiar o projeto, até Prince declarar que seria uma sequência de Purple Rain. Apesar do álbum receber críticas relativamente positivas (com destaques à Thieves in the Temple e Elephants and Flowers), o filme foi duramente criticado, sendo um fracasso comercial.

### The New Power Generation e troca de nome (1991-1994)
Diamonds and Pearls, álbum lançado em 1991, marca a estreia de sua nova banda, "The New Power Generation". Seu álbum seguinte, décimo segundo de sua carreira, conhecido como The Love Symbol Album, que chega ao décimo lugar da parada americana. Em sua capa, não havia nenhum nome, apenas um símbolo impronunciável.
Em 1993, ele mudou seu nome para o mesmo símbolo impronunciável , que junta os símbolos masculino (♂) e feminino (♀) e o usou até 2000. Como o nome é impronunciável, ele preferia ser chamado "o artista anteriormente conhecido como Prince" ou simplesmente "o Artista". Prince tomou esta atitude por causa da briga judicial com sua gravadora Warner Bros. a respeito dos direitos sobre suas canções.
A Warner Bros tornou o nome "Prince" uma marca registrada dela, e usou-o como uma ferramenta de marketing principal para promover todas as músicas que eu escrevi. A empresa possui o nome "Prince" e toda a música relacionada comercializada sob o "Prince". Assim, eu me tornei meramente uma peça de penhor utilizada para produzir mais e mais dinheiro para a Warner Bros... Eu nasci com o nome "Prince", e não quero adotar outro nome convencional. O único substituto aceitável para o meu nome e minha identidade, é um símbolo sem pronúncia, que é uma representação de mim, e de minha música. Este símbolo estará presente em meu trabalho ao longo dos anos; é um conceito que tem evoluído a partir de minha frustração; é quem eu sou. É o meu nome.— Prince, sobre a mudança de seu nome para um símbolo impronunciável.
Segundo o crítico musical Alexandre Matias, "Prince se considerava escravo de um sistema que era dono de suas próprias composições. Quando descobriu que os originais de suas gravações não lhe pertenciam, resolveu encerrar seu contrato entregando suas piores músicas em discos fracos no início dos anos 1990, para apenas cumprir tabela. Quando percebeu que o mercado podia faturar até mesmo com discos que ele não considerava suficientemente bons, resolveu trocar de nome e batizou-se com um símbolo impronunciável apenas para dificultar o trabalho de sua gravadora para vendê-lo."
Em 1993, por requisição da Warner Bros., Prince lança uma caixa com 3 CDs chamada The Hits/The B-Sides. Lançado em 1994, Come foi um fracasso comercial.

### Reclusão Profissional, Casamentos e Divórcios (1994-2003)

O símbolo impronunciável (mais tarde chamado de "Love Symbol #2").

Em 1994, a atitude do Prince com relação à sua produção artística passava por uma mudança notável. Começou a fazer álbuns sucessivamente como forma de escapar de suas obrigações contratuais com a Warner Bros. Ele acreditava que a gravadora tentava limitar sua liberdade artística, obrigando-o a lançar álbuns em grande velocidade. Ele também culpou a Warner Bros para o fraco desempenho comercial do Love Symbol Album, alegando que não foi promovido o suficiente pela Warner. Foi a partir desta euforia que o até então cancelado The Black Album foi lançado oficialmente, cerca de sete anos após a sua gravação inicial.
Logo depois, a Warner Bros sucumbiu aos desejos de Prince para lançar um álbum de inéditas, que seria chamado de Come. Come, quando foi finalmente lançado, confirmou todos os temores da Warner. Tornou-se um dos álbuns de Prince mais fracos em vendas até hoje, que vendeu 500 000 cópias com sufoco. Mais frustrante ainda foi o fato de que Prince insistiu em estampar no álbum "Prince 1958-1993".
Em 1995 lançou "The Gold Experience" que emplaca um único hit "The Most Beautiful Girl In The World", que não serviu de modelo para lançamentos posteriores. A Warner Bros ainda resistiu ao lançar The Gold Experience, temendo baixas vendas e alegando "saturação do mercado" como uma defesa. Quando finalmente lançado em setembro de 1995, The Gold Experience não vendeu bem, embora tenha atingido o top 10 da Billboard 200 e o melhor álbum de Prince desde Sign O' the Times (de acordo com a mídia) estava fora de circulação. Seu álbum seguinte Chaos And Disorder é o último pelo selo Warner Bros. Livre das obrigações contratuais, lança ainda em 1996 o álbum Emancipation.
Em fevereiro de 1996 Prince se casou com Mayte Garcia, uma dançarina de sua banda. Em 16 de Outubro 1996 nasceu seu único filho, Amiir Garcia Nelson, mas infelizmente o bebê faleceu seis dias após seu nascimento, vítima de uma doença genética: A Síndrome de Pfeiffer. Isto causou profunda depressão e ansiedade no artista, que se viciou em barbitúricos, cigarros, anfetaminas e álcool. Em 1998 sua esposa voltou a ficar grávida, mas ela sofreu um aborto espontâneo aos três meses de gestação, o que agravou o quadro depressivo do artista. Ele não queria mais ser pai, e sua esposa gostaria de continuar tentando, e essa divergência conjugal ocasionou a separação do casal em 1999. Em 2000, divorciaram-se. Após alguns relacionamentos casuais, casou-se novamente em 2001 com a canadense Manuela Testolini, em uma cerimônia privada, mas devido a constantes divergências conjugais, divorciaram-se em 2006. Após seu segundo divórcio, passou a ser visto pela mídia acompanhado de mulheres anônimas e famosas, mas não assumiu nenhum relacionamento sério.
Ainda em 1996, Prince aproximou-se do lendário baixista Larry Graham, um dos seus ídolos de infância, com perguntas sobre sua fé como Testemunha de Jeová.Em uma entrevista posterior, Graham afirmou que Prince tinha necessidade de respostas bíblicas e conselhos, e que ele estava feliz em responder. Em 2003, Prince foi batizado como Testemunha de Jeová, junto de sua esposa na época, Manuela Testolini, religião da qual foi membro ativo, inclusive chegando a divulgar suas crenças ‘de casa em casa’, por um bom período, em uma de suas últimas entrevistas na televisão americana, ele declara o respeito aos políticos, sem se envolver em eleições, defende claramente o "Reino de Jeová Deus" como única solução para os problemas da humanidade.
Em 1999, Prince assina novamente com uma grande gravadora, Arista Records, para lançar um novo álbum, Rave UN2 The Joy Fantastic. Em uma tentativa de fazer seu novo álbum um sucesso, Prince realizou mais entrevistas do que em qualquer outro ponto em sua carreira, aparecendo no Total Request MTV ao vivo, Larry King Live (com Larry Graham) e outros meios de comunicação. No entanto, Rave UN2 The Joy Fantastic não conseguiu um bom desempenho comercial. Alguns meses antes, a Warner Bros também tinha lançado The Vault: Old Friends 4 Sale, uma coleção de material inédito gravado pelo Prince ao longo de sua carreira, e o último lançamento de seu contrato com a Warner.
O show por pay-per-view Rave UN2 The Year 2000 foi transmitido em 31 de dezembro de 1999. O show contou com aparições de muitos músicos convidados, incluindo Lenny Kravitz, George Clinton, Jimmy Russell, e The Time. Foi lançado em vídeo no ano seguinte. Um álbum de remixes, Rave In2 The Joy Fantastic (em oposição a "UN2") foi lançado exclusivamente pela internet através do NPG Music Club em abril de 2000.
Em 16 de maio de 2000, Prince deixou de usar o símbolo impronunciável como nome e voltou a usar "Prince" novamente, depois de seu contrato com a Warner / Chappell expirado. Em conferência de imprensa, ele afirmou que, depois de ser libertado de relações indesejáveis associados com o nome "Prince", ele formalmente voltar a usar seu nome real. Prince ainda utiliza frequentemente o símbolo como um logotipo e nas capas de seus álbuns, bom como uma guitarra com o formato em questão.
Por vários anos após o lançamento de UN2 Rave do Joy Fantastic, Prince liberava novas canções principalmente através de seu serviço de assinatura Internet, NPGOnlineLtd.com (mais tarde NPGMusicClub.com). Dois álbuns que mostram a influência do jazz de fundo estavam disponíveis comercialmente em lojas: O "The Rainbow Children", em 2001 e em 2003, N.E.W.S, um registro instrumental que foi nomeado para o prêmio Grammy de Melhor Álbum Pop Instrumental. Outro álbum que foi fortemente influenciado pelo Jazz foi Xpectation, lançado em 2003 via download para os membros do NPGMusicClub.
Em 2002, Prince lançou seu primeiro álbum ao vivo, One Nite Alone ... Live!, que apresenta performances da turnê One Nite Alone. Um conjunto de três CDs, que também inclui um disco de "bônus" com a canção intitulada "It Ain't Over!", falhou em entrar nas paradas. Durante este tempo, Prince procurou dar mais atenção aos fãs via NPGMusicClub, como vídeos de ensaio, "comemorações" em Paisley Park (sua mansão) onde fãs foram convidados para passeios, entrevistas, discussões e shows. Algumas dessas discussões fãs foram filmadas para um documentário inédito, dirigido por Kevin Smith.

### Volta por cima (2004-2005)

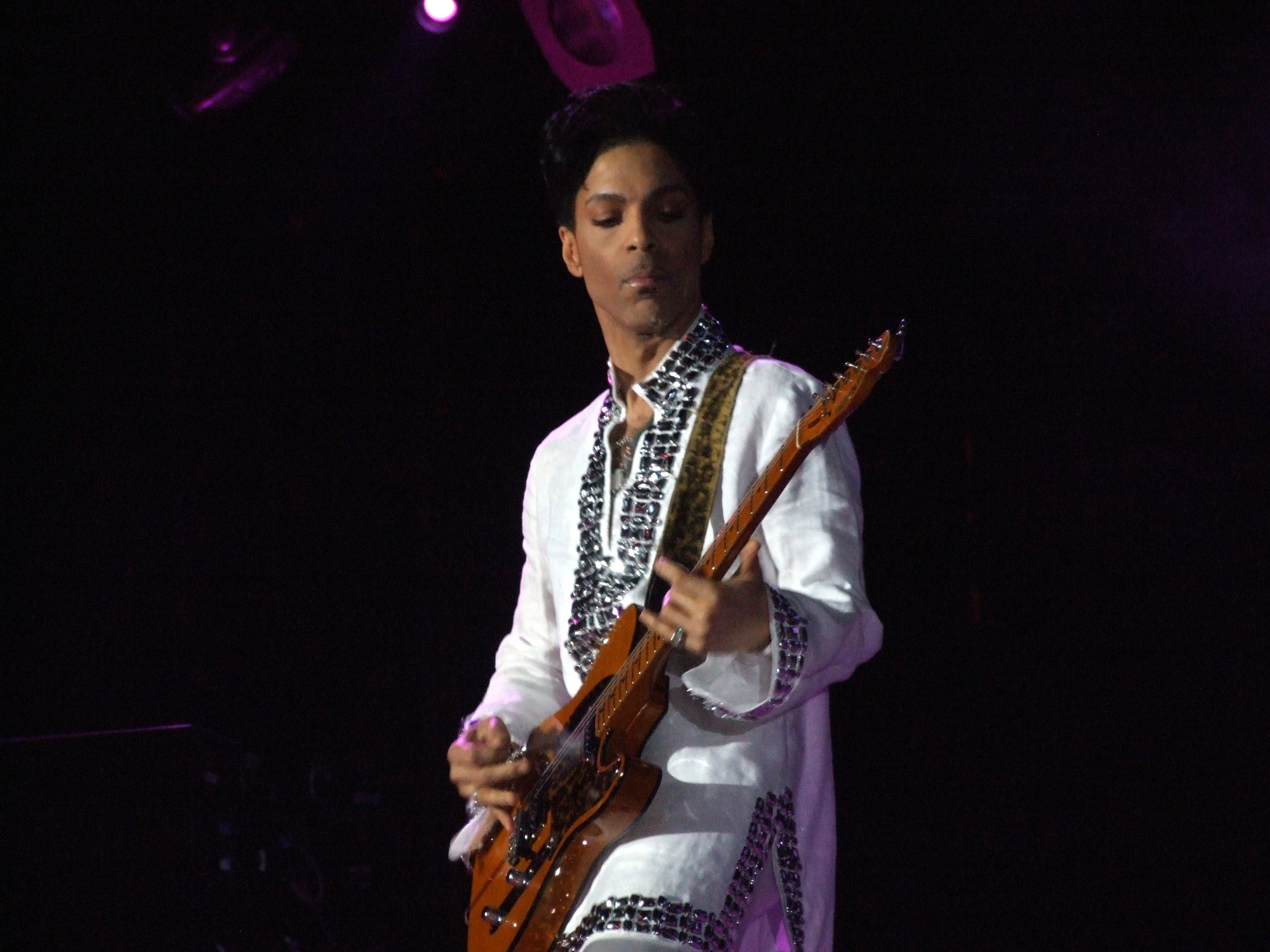
Prince em 2008.

Em 8 de fevereiro de 2004, Prince se apresentou no Grammy Awards, com Beyoncé Knowles. Em uma performance que abriu o show, Prince e Knowles cantaram uma mash-up de "Purple Rain", "Let's Go Crazy", "Baby I'm a Star", e "Crazy in Love", de Beyoncé, recebendo críticas positivas. No mês seguinte, Prince foi indicado ao Rock and Roll Hall of Fame. O prêmio foi entregue a ele por Alicia Keys, juntamente com Big Boi e André 3000 de OutKast.
Em abril de 2004, Prince lançou Musicology através de um contrato pela Columbia Records. O álbum foi o primeiro das paradas em cinco países (incluindo os EUA, Reino Unido, Alemanha e Austrália) sendo que o sucesso nas paradas dos EUA se deve ao fato que o CD foi incluído como um brinde na compra dos ingressos da turnê de mesmo nome que o disco.
Nesse mesmo ano, a revista Rolling Stone nomeou Prince como o músico que mais ganhou dinheiro no mundo, com uma renda anual de 56,5 milhões dólares, em grande parte devido à sua turnê Musicology, que Pollstar classificou como um dos melhores show nos EUA. Prince teve um executar a marca impressionante de 96 concertos, sendo preço que médio do ingresso para um show foi de 61 dólares EUA. Ressaltando ainda mais o sucesso do álbum, Musicology, Prince ganhou dois Grammy, Best Male R&B Vocal Performance para "Call My Name" e Best Traditional R&B Vocal Performance para a faixa título. Musicologia foi também nomeado para Best R & B Song e Best R & B Album, enquanto "Cinnamon Girl" foi nomeado para Best Male Pop Vocal Performance. O álbum se tornou o álbum de Prince mais bem sucedido comercialmente desde Diamonds and Pearls. Em 2005, a Rolling Stone também classificou Prince como o 27º melhor artista de todos os tempos.
No rescaldo do furacão Katrina que devastou a cidade de Nova Orleans em 29 de agosto de 2005, Prince gravou duas canções novas, "SST" e a instrumenta "Brand New Orleans", gravadas na madrugada de 2 de setembro, em Paisley Park. Essas canções foram rapidamente distribuídas ao público através NPGMusicClub, e "SST" mais tarde foi vendida pelo iTunes, onde atingiu No.1 nas paradas R & B. Em 25 de outubro, a Sony Records lançou uma versão do single em CD.

### 2006-2010: The Song of the Heart, SuperBowl, Planet Earth e outros espetáculos
Em meados de 2006 os produtores da animação Happy Feet procuraram Prince para que este autorizasse o uso da canção 'Kiss' na trilha sonora do filme. Embora inicialmente tenha recusado a oferta, Prince, após ter acesso ao roteiro e algumas cenas da animação, não apenas deu o sinal verde para o uso de sua música na trilha, como se ofereceu para gravar uma nova música especialmente para o filme. A canção, uma mistura de jazz, rock e funk nomeada de The Song of the Heart, foi o primeiro single do filme, e conquistou o prestigiado Globo de Ouro na categoria 'melhor canção original' em janeiro de 2007.

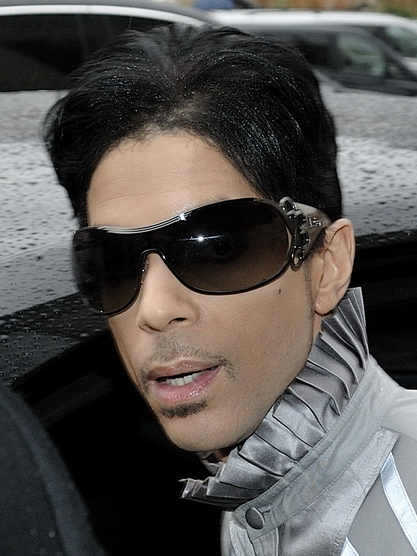
Prince, em Paris, 2009.

Em 2 de fevereiro de 2007 Prince tocou na conferência de imprensa do tradicional Super Bowl, o maior campeonato de futebol americano, e dois dias depois, em 4 de fevereiro, ele se apresentou no prestigiado show de intervalo realizado anualmente na final do evento. Quem jogava na ocasião era o Indianapolis Colts e o Chicago Bears. O show realizado por Prince bateu recorde de audiência, sendo o mais assistido pela televisão, com mais de 140 milhões de espectadores, e a performance é bastante elogiada pela crítica também. Em 2015, a Billboard elencou a performance de Prince no SuperBowl como tendo sido 'o maior show da história do evento'.
Em 15 julho de 2007 Prince lançou o CD Planet Earth, do qual no lançamento ofereceu três milhões de cópias com a edição de 15 de julho do jornal britânico Mail On Sunday. Paralelo ao lançamento do disco, no dia 28 do mesmo mês, Prince se juntou à Sheila E. para realizar uma apresentação no ALMA Awards, premiação que prestigia os maiores artista do entretenimento nos EUA e na América Latina.
Em 1 de agosto de 2007, Prince deu o pontapé inicial em uma série de concertos espetaculares na O2 Arena, em Londres. Inicialmente programado para 7 shows, a rápida vendagem e a constante busca por ingressos — a O2 Arena tem espaço para pouco mais de 20 000 espectadores, e os ingressos para os primeiros sete dias esgotaram em pouco menos de 20 minutos — fizeram com que a passagem de Prince na arena fosse estendida primeiro para 15 concertos, e depois para 21 noites.
No mês de abril de 2008, Prince realizou um concerto no festival de música e arte Coachella Valley Music and Arts Festival. Segundo a agência de notícias Reuters, Prince teria recebido um cachê de cinco milhões de dólares para tocar no festival. Outra curiosidade a respeito deste concerto, é que foi nele que Prince realizou a famosa versão cover da canção Creep, da banda Radiohead. Prince era um exímio crítico dos serviços de streaming e a priori ele mandou retirar todos os vídeos da apresentação do YouTube. Thom Yorke, o compositor e proprietário dos direitos autorais da canção, entretanto, fez com que o vídeo voltasse para as redes sociais, fazendo desta performance um dos raríssimos registros de Prince disponíveis via streaming. Em junho do mesmo ano, Prince cancela um show que faria no Crocke Park em Dublin, dez dias antes do concerto. Isso fez com que ele tivesse que responder a um processo em outubro de 2009, feito pelos promotores da MCD Productions, responsável pelo evento. Eles alegaram um acordo de 22 milhões com o cantor, em troca de sete shows em sua turnê europeia naquele ano e pediram um reembolso de 1,6 milhões para compensar o cancelamento do show. Prince resolveu o processo fora dos tribunais, em 2010, com um acordo de 2,9 milhões.
Em janeiro de 2009, Prince inaugura o site LotuFloww3r.com, que seria utilizado para promover seus próximos álbuns e para vender ingressos de seus shows. Paralelamente ao nome do site, LotusFlow3r saiu como uma caixa de disco triplo, que, além de obter o supracitado disco, continha ainda MPLSound e Elixer, dois álbuns extras. Foi lançado no dia 2 de março do mesmo ano, primeiro no formato digital, e durante um concerto especial de Prince. No dia 29 de março, o disco sai em seu formato físico e a trinca de álbuns só podia ser comprada no seu site e na loja Target. O disco estreou em #2 na parada Billboard 200 vendendo 168 mil cópias nas suas primeiras semanas. Em julho de 2009 Prince realizou dois concertos no Festival de Jazz de Montreux.

### 2010-2012: Disco 20Ten e turnê Welcome 2
No início do ano, ainda em janeiro de 2010, Prince produziu e lançou a canção "Purple and Gold". A inspiração para a
música veio quando Prince assistiu a um jogo de futebol entre o time que representava o seu estado, o Minnesota Vikings e o Dallas. No mês seguinte, Prince permitiu que a estação de rádio Minneapolis 89.3, que é pública, estreasse uma nova canção sua, "Causa and Effect". O gesto foi encarado como um apoio à rádios independentes. No dia 7 de junho de 2010, na data de aniversário de 52 anos de Prince, mais canção é lançada, e na mesma estação de rádio de Minneapolis, a 89.3 The Current, chamada "Hot Summer". Um mês depois, em julho, Prince apareceu na capa da revista Ebony, além de receber o Lifetime Achievement Award no 2010 BET Awards.
Apesar de ter sido um pioneiro em adotar a internet como plataforma de vendas através de seu site LotusFlow3r.com, acabou fechando o site em 2010, decretando o fim da Internet como plataforma de vendas e dizendo que ela estava "completamente acabada para quem quer ser pago pelo seu trabalho". Com isso, o disco 20Ten, que saiu em julho de 2010, foi distribuído de forma gratuita, vindo anexado em algumas publicações impressas no Reino Unido, Bélgica, Alemanha e França. Prince deu início a turnê 20Ten ainda no mesmo mês, tocando na Europa na primeira fase. A segunda etapa da '20Ten Tour' começou em outubro e terminou com um concerto logo após o Grande Prêmio de fórmula 1 de Abu Dhabi, ocorrido em novembro. Nesta segunda metade da turnê, Prince aderiu à sua banda o baterista John Blackwell, Ida Kristine Nielsen e Sheila E.
Em 2010, Prince ainda seria eleito uma das "cem pessoas mais influentes do mundo" pela revista Time, além de ser incluso no Grammy Hall of Fame no dia 7 de dezembro do mesmo ano.
Ainda no mês de dezembro de 2010 Prince deu início a sua mais nova turnê, denominada 'Welcome 2'. O anúncio para ela havia sido feito no dia 14 de outubro de 2010, no prestigiado Apollo Theater, de Nova York, cidade onde ele deu o ponta-pé inicial para os shows. Durante a famosa conferência de imprensa, ele explicou ao público que cada show seria diferente do anterior. Chegue cedo, venha com frequência. Tenho muitos hits ... nenhum dos shows será o mesmo", disse.
Welcome 2 é a 21ª turnê de Prince. Nela, o músico realizou mais de 80 shows, tocando na América do Norte, na Europa e na Austrália. Cada etapa da turnê foi marcada pelo título "Welcome 2" seguido pelo nome do lugar onde ela está situada (Welcome 2 America, enquanto a turnê era realizada nos EUA, Welcome 2 Austrália, na Austrália, e Welcome 2 Europe, enquanto os concertos aconteciam na Europa). A turnê as primeiras apresentações de Prince na América do Norte em mais de seis anos. A banda que acompanhou Prince durante o giro de shows foi mais uma encarnação da New Power Generation (incluindo a participação do baterista John Blackwell) e vários músicos tocaram nela, incluindo Janelle Monáe, Esperanza Spalding e Cassandra Wilson. Nesta turnê, a Fender Custom Shop personalizou uma Fender Stratocaster para Prince usar durante os shows e depois leiloá-la ao final da turnê, com os lucros revertidos à causas infantis no Harlem.
Os concertos da turnê Welcome 2 seguiram um padrão semelhante à estrutura inaugurada durante a turnê 'Planet Earth', de 2007, com o icônico palco em forma de 'símbolo do amor' já tradicional do músico no centro de diversas arenas. Várias participações ilustres marcaram a turnê, também. Nela, Prince dividiu o palco com gente como Naomi Campbell, Whoopi Goldberg, Jamie Foxx, Alicia Keys, Leighton Meester, Questlove, Sherri Shepherd e Cornel West. Ele também realizou duetos com convidados especiais. Ao longo dos shows na América do Norte, por exemplo, Prince se juntou à dançarina Misty Copeland para interpretar a canções "The Beautiful Ones", e durante um concerto no Madison Square Garden de Nova York, em 29 de dezembro de 2010, Janelle Monáe interpretou "If I Was Your Girlfriend" junto com o músico. Neste mesmo show, Cyndi Lauper e a cantora Egypt Sherrod subiram palco com Prince para cantar "Jungle Love".
A turnê 'Welcome 2' contou com vários momentos especiais. Em abril 2011, por exemplo, Prince anunciou no talkshow Lopez Tonight que realizaria uma série de vinte e um concertos no The Forum de Inglewood, na Califórnia. Ele apelidou os concertos de "Welcome 2 America: 21-Night Stands", e realizou as apresentações durante os meses de abril e maio. Prince participou de diversos festivais durante a fase européia da turnê, também. Em julho de 2011, ele encerrou o Hop Farm festival, na Inglaterra, por exemplo.
'Welcome 2' ficou em 39º lugar no "Top 50 Worldwide Tour" da Pollstar, que ganhou cerca de US$ 20 milhões, fazendo de Prince um dos artistas que mais lucraram no período de 2010-2012.

### 2013-2016: 3rdEyeGirl, Últimos trabalhos, Passos finais e Falecimento
Foram 2 discos em 2014: Art Offical Age, que trouxe um som mais tradicional, voltado para a black music com o pé trincado no R&B, funky e soul, e o anfitrião Plectrumeletrum; mais hard rock, gravado com a banda/persona 3rdEyeGirl. Para ajudar a divulgar seus novos trabalhos, Prince fez uma participação no The Arsenio Hall Show, programa apresentado pelo ator e comediante de mesmo nome (que se chama, obviamente, Arsenio Hall). Além de conceder entrevistas, Prince tocou "FunkN'Roll" (Art Official Age) e "She's Always in My Hair" (canção do álbum Around the World in a Day, de 1985), ambas com a participação da "nova encarnação" da New Power Generation e o 3rdEyeGirl. No final do programa Prince ainda daria uma colher de chá na versão extraordinária feita para "Mutiny", canção composta por ele e gravada em um projeto paralelo chamado "The Family" nos anos 1980.
Em fevereiro de 2016 Prince deu início a uma série de concertos batizados de "Piano and a Microphone", no qual trocava a guitarra como principal instrumento pelo supracitado piano. Como de hábito na última década, os shows eram organizados de última hora. Após oito concertos em cidades diversas como Toronto [Canadá] e Montreal, Prince anunciou duas apresentações em Atlanta, no Teatro Fox. Os ingressos para os dois shows no teatro Fox esgotaram imediatamente, mas um problema de saúde obrigou Prince a adiar os shows do dia 7 de abril para o dia 14 do mesmo mês, uma semana depois, devido a problemas de saúde – quando ele chegou naquela noite, ainda não estava passando bem. Em Atlanta Prince faria seus últimos shows. Após o último concerto, no dia 14, Prince foi direto para o aeroporto e, por volta da 1h da manhã, uma ligação de emergência foi feita de seu avião particular. O Dassault Falcon 900 fez um pouso de emergência em Moline, Illinois. O motivo teria sido atribuído a uma gripe – mesma causa dada para o adiamento dos shows em Atlanta –, mas há relatos de que Prince foi tratado de uma overdose de medicamentos controlados na ocasião. O incidente foi noticiado mundo a fora.
Na quinta-feira dia 21 de abril, apenas uma semana após o incidente, Prince foi encontrado desacordado em um elevador de sua mansão em Minneapolis. Prince estava morando sozinho em um apartamento no 20° andar nos fundos do complexo de 6 mil metros quadrados que ele chamou de Paisley Park. Uma ligação de emergência foi feita às 9h43 da manhã, mas os atendentes médicos não puderam reavivá-lo e Prince foi declarado morto às 10h07. Tinha 57 anos. A causa da morte se deu a uma overdose acidental por opióides, o cantor teria ingerido pílulas falsificadas de Vicodin que continha o opióide fentanil, e medicamentos ilegalmente receitados, segundo investigações. A morte do artista teve maior repercussão no cenário artístico. Elton John mencionou em um show que Prince foi “o artista mais talentoso que já conhecera”. Madonna disse que Prince " mudou o mundo” e Paul McCartney publicou no twitter que “Ele parecia legal e tocava uma música funky brilhante”. "Prince foi um artista revolucionário, um maravilhoso músico e compositor... foi um dos mais singulares e excitantes artistas dos últimos 30 anos", Mick Jagger postou no Twitter. Lenny Kravitz ressaltou a importância de Prince como ícone negro ao mencionar que "por causa dele os negros puderam voltar a ter espaço no rock".
Hoje o mundo perdeu um ícone criativo. Michelle e eu nos juntamos a milhões de fãs ao redor do mundo em luto pela morte repentina de Prince. Poucos artistas influenciaram o som e trajetória da música popular ou tocaram tantas pessoas com seu talento. Como um dos mais privilegiados e produtivos músicos de nosso tempo, o Prince fez tudo. Funk. R&B. Rock and roll. Ele foi um instrumentista virtuoso, um líder musical brilhante e um intérprete eletrizante. "Um espírito forte transcende regras," Prince disse uma vez -- e espírito nenhum era mais forte, mais ousado, ou mais criativo. Nossos pensamentos e orações estão com sua família, sua banda, e todos que o amavam.— Presidente Barack Obama, fazendo reverência e reconhecendo a importância de Prince na cultura popular americana

### Legado
Prince Rogers Nelson era mais do que um músico, mais do que um compositor, mais do que um vencedor do Grammy, Globo de Ouro e Oscar. Ele era um artesão genuíno, com músicas híbridas de R&B, soul, funk, rock e hip-hop, que não soam igual a nada que já existiu antes.— E! News, sobre o artista Prince
Para Alan Correia, da revista Universo AA, Prince foi "Emblemático. Icônico. Criativo. Desafiou padrões estéticos e sexuais com seu estilo autêntico e excêntrico. Tudo isso, somado a um estilo único e inconfundível, fizeram de Prince um ícone cultural, o único que competia páreo a páreo com Michael Jackson em uma época em que ele se consagrou como Rei".
Os legados na moda foram assim descritos por Vivian Whiteman, da revista M de Mulher, "o visual de Prince sempre foi um ponto central em sua performance. Dos looks caricatos, cheios de brilho, colantes de leopardo, casacos de pele e rendas, meio cafetão meio glam dândi, à afrontosa capa de Lovesexy (em que ele aparece nu como uma fadinha sentado sobre uma flor), passando pelo momento em que substituiu sua foto e seu nome por um símbolo impronunciável, também chamado de o símbolo do amor".
Segundo a revista Veja, "seja pela genialidade ou pela atitude na década de 1980, Prince construiu uma carreira comparável à de nomes como David Bowie, Michael Jackson, Madonna e Elvis Presley. Porém, ao contrário dos colegas, o músico manteve uma relação conturbada com sites de streaming e vídeos como Spotify e YouTube, o que o prejudicou e, na era da música online, ofuscou seu legado para novas gerações".

## Equipamentos

### Guitarras

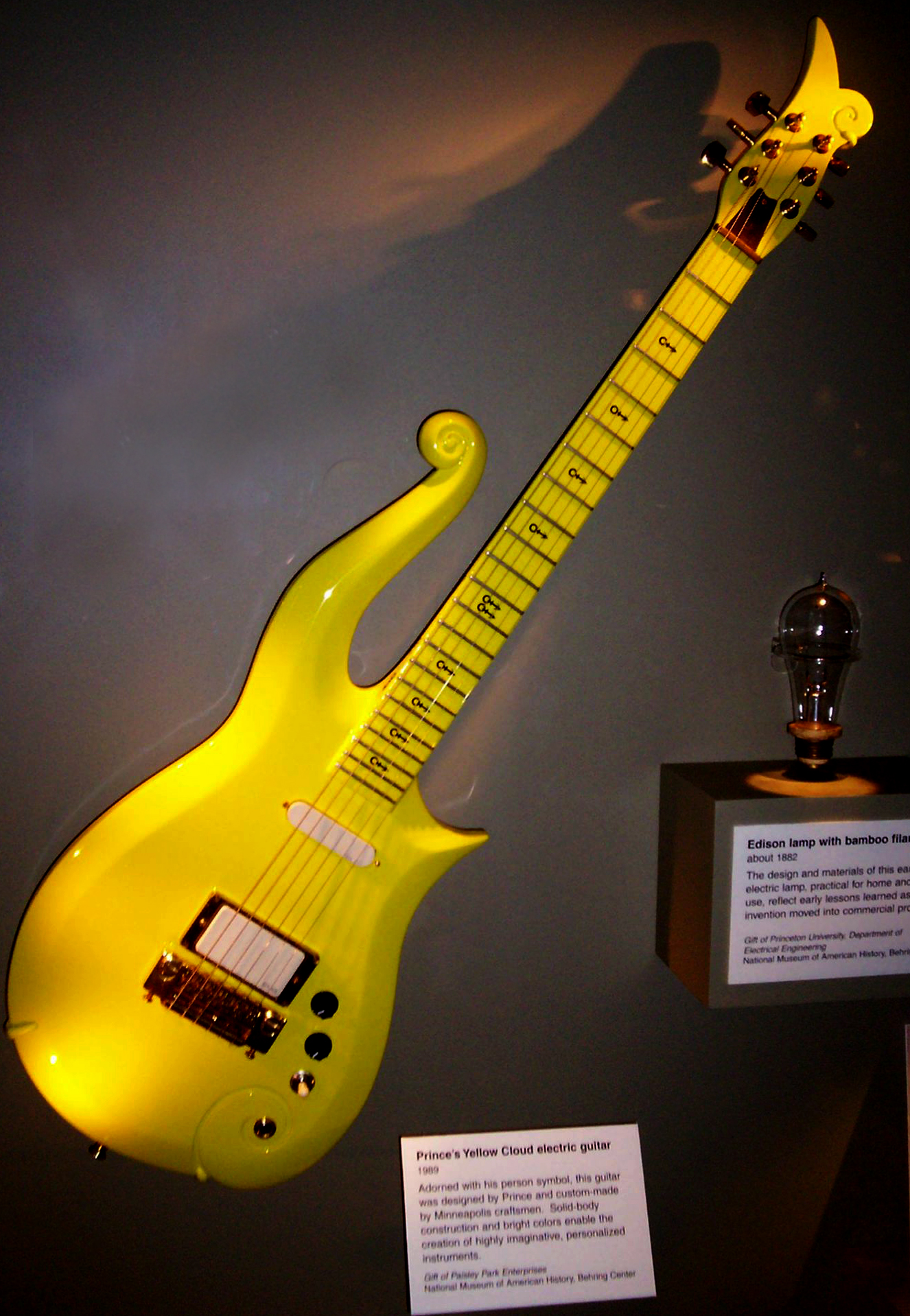
The Cloud Guitar, uma das guitarras famosas do Prince.

Como um autêntico Guitar Hero, Prince tinha guitarras famosas, e muitas deles excêntricas. As mais famosas sãoː
- The Cloud Guitar - A primeira guitarra Cloud surgiu no filme “Purple Rain”. As cores são bastantes variadas, indo desde o básico como o branco, dourado e preto, e passando por cores mais extravagantes como um amarelo berrante. O site PortalMusica.com elencou esta guitarra na posição 26 da sua lista "As Guitarras Mais Famosas do Mundo".[60]
- MadCat Guitar - Usada na apresentação do Hall da Fama
- Love Symbol Guitar - a guitarra mais distinta de Prince. foi construída por Jerry Auerswald, luthier alemão.
- MODEL "C" Auerswald - Usada no videoclipe de Alphabet St. e na turnê The Nude Tour.[61]

## Discografia
- 1978 -  For You
- 1979 -  Prince
- 1980 -  Dirty Mind
- 1981 -  Controversy
- 1982 -  1999
- 1984 -  Purple Rain
- 1985 -  Around the World in a Day
- 1986 -  Parade
- 1987 -  Sign “☮” the Times
- 1988 -  Lovesexy
- 1989 -  Batman
- 1990 -  Graffiti Bridge
- 1991 -  Diamonds and Pearls
- 1992 -
- 1993 - The Hits/The B-Sides
- 1994 -  Come
- 1994 -  The Black Album (originalmente gravado em 1988).
- 1995 -  The Gold Experience
- 1996 -  Chaos and Disorder
- 1996 -  Emancipation
- 1998 - Newpower Soul
- 1998 -  Crystal Ball / The Truth
- 1999 -  The Vault: Old Friends 4 Sale
- 1999 -  Rave Un2 the Joy Fantastic
- 2001 -  The Rainbow Children
- 2002 -  One Nite Alone...
- 2003 -  Xpectation
- 2003 -  N.E.W.S
- 2004 -  Musicology
- 2004 -  The Chocolate Invasion
- 2004 -  The Slaughterhouse
- 2006 -  3121
- 2007 -  Planet Earth
- 2009 -  LOtUSFLOW3R / MPLSoUND
- 2010 -  20Ten
- 2014 -  Plectrumelectrum
- 2014 -  Art Official Age
- 2015 -  HITnRUN Phase One
- 2015 -  HITnRUN Phase Two

### Compilações
- 2016 - Prince 4Ever

### Póstumos
- 2018 - Piano and a Microphone 83
- 2019 - Originals
- 2021 - Welcome 2 America

## Filmografia
| Ano  | Filme                 | Papel             | Diretor        |
| ---- | --------------------- | ----------------- | -------------- |
| 1984 | Purple Rain           | "The Kid"         | Albert Magnoli |
| 1986 | Under the Cherry Moon | Christopher Tracy | Prince         |
| 1987 | Sign "☮" the Times    | ele mesmo         | Prince         |
| 1990 | Graffiti Bridge       | "The Kid"         | Prince         |

## Prêmios e Indicações

### Oscar Awards
| Ano  | Prêmio       | Indicação     | Categoria                        | Resultado | Ref.   |
| ---- | ------------ | ------------- | -------------------------------- | --------- | ------ |
| 1985 | Oscar Awards | "Purple Rain" | Oscar de melhor musical original | Venceu    | [ 62 ] |

### Golden Globe Awards
| Ano  | Indicação               | Categoria          | Resultado | Ref.   |
| ---- | ----------------------- | ------------------ | --------- | ------ |
| 1985 | "When Doves Cry"        | Best Original Song | Indicado  | [ 63 ] |
| 2007 | "The Song of the Heart" | Best Original Song | Venceu    | [ 63 ] |

### Grammy Awards
Prince recebeu 32 indicações ao Grammy Awards, e venceu em 7 oportunidades. Dois álbuns (1999 e Purple Rain) foram inclusos no Hall da Fama do Grammy Awards.
| Ano  | Indicação                              | Categoria                                          | Resultado | Ref. |
| ---- | -------------------------------------- | -------------------------------------------------- | --------- | ---- |
| 1984 | "International Lover"                  | Best Male R&B Vocal Performance                    | Indicado  |      |
| 1985 | Purple Rain                            | Album of the Year                                  | Indicado  |      |
| 1985 | Purple Rain                            | Best Rock Performance by a Duo or Group with Vocal | Venceu    |      |
| 1985 | Purple Rain                            | Best Score Soundtrack for Visual Media             | Venceu    |      |
| 1985 | "I Feel for You"                       | Best R&B Song                                      | Venceu    |      |
| 1987 | "Kiss"                                 | Best R&B Performance by a Duo or Group with Vocals | Venceu    |      |
| 1987 | "Kiss"                                 | Best R&B Song                                      | Indicado  |      |
| 1988 | Sign o' the Times                      | Album of the Year                                  | Indicado  |      |
| 1988 | "U Got the Look"                       | Best R&B Performance by a Duo or Group with Vocals | Indicado  |      |
| 1988 | "U Got the Look"                       | Best R&B Song                                      | Indicado  |      |
| 1990 | Batman                                 | Best Male Pop Vocal Performance                    | Indicado  |      |
| 1990 | "Batdance"                             | Best Male R&B Vocal Performance                    | Indicado  |      |
| 1991 | "Nothing Compares 2 U"                 | Song of the Year                                   | Indicado  |      |
| 1992 | "Gett Off"                             | Best R&B Performance by a Duo or Group with Vocals | Indicado  |      |
| 1993 | "Diamonds and Pearls"                  | Best Pop Performance by a Duo or Group with Vocals | Indicado  |      |
| 1995 | "The Most Beautiful Girl in the World" | Best Male Pop Vocal Performance                    | Indicado  |      |
| 1996 | "I Hate U"                             | Best Male R&B Vocal Performance                    | Indicado  |      |
| 1996 | The Gold Experience                    | Best R&B Album                                     | Indicado  |      |
| 2004 | N.E.W.S                                | Best Contemporary Instrumental Album               | Indicado  |      |
| 2005 | "Cinnamon Girl"                        | Best Male Pop Vocal Performance                    | Indicado  |      |
| 2005 | "Call My Name"                         | Best Male R&B Vocal Performance                    | Venceu    |      |
| 2005 | "Call My Name"                         | Best R&B Song                                      | Indicado  |      |
| 2005 | "Musicology"                           | Best Traditional R&B Performance                   | Venceu    |      |
| 2005 | Musicology                             | Best R&B Album                                     | Indicado  |      |
| 2007 | "Black Sweat"                          | Best Male R&B Vocal Performance                    | Indicado  |      |
| 2007 | "Black Sweat"                          | Best R&B Song                                      | Indicado  |      |
| 2007 | "Beautiful, Loved and Blessed"         | Best R&B Performance by a Duo or Group with Vocals | Indicado  |      |
| 2007 | "3121"                                 | Best Urban/Alternative Performance                 | Indicado  |      |
| 2007 | 3121                                   | Best R&B Album                                     | Indicado  |      |
| 2008 | "Future Baby Mama"                     | Best Male R&B Vocal Performance                    | Venceu    |      |
| 2008 | "The Song of the Heart"                | Best Song Written for Visual Media                 | Indicado  |      |
| 2010 | "Dreamer"                              | Best Solo Rock Vocal Performance                   | Indicado  |      |

### MTV Video Music Awards
Prince recebeu 12 indicações ao VMA, e venceu em 4 oportunidades.
| Ano  | Indicação         | Categoria                         | Resultado | Ref. |
| ---- | ----------------- | --------------------------------- | --------- | ---- |
| 1985 | "When Doves Cry"  | Best Choreography in a Video      | Indicado  |      |
| 1986 | "Raspberry Beret" | Best Choreography in a Video      | Venceu    |      |
| 1988 | "U Got the Look"  | Best Male Video                   | Venceu    |      |
| 1988 | "U Got the Look"  | Best Stage Performance in a Video | Venceu    |      |
| 1988 | "U Got the Look"  | Best Choreography in a Video      | Indicado  |      |
| 1988 | "U Got the Look"  | Best Editing in a Video           | Indicado  |      |
| 1989 | "I Wish U Heaven" | Best Special Effects in a Video   | Indicado  |      |
| 1990 | "Batdance"        | Best Video from a Film            | Indicado  |      |
| 1992 | "Cream"           | Best Dance Video                  | Venceu    |      |
| 1993 | "7"               | Best R&B Video                    | Indicado  |      |
| 2004 | "Musicology"      | Best Male Video                   | Indicado  |      |
| 2006 | "Black Sweat"     | Best Cinematography in a Video    | Indicado  |      |

## Em Portugal
Prince acuou ao vivo em Portugal quatro vezes. O seu primeiro concerto foi em 1993 no desaparecido Estádio José Alvalade a 15 de Agosto e depois no Pavilhão Atlântico a 15 de dezembro de 1998. Voltou atuar e, pela terceira vez em Portugal, no dia 18 de Julho de 2010, no âmbito do festival Super Bock Super Rock no Meco, Sesimbra. A sua última atuação foi um concerto-surpresa em 2013, no coliseu dos Recreios, em Lisboa. Este concerto foi anunciado depois de Prince ter estado em Portugal a assistir a um concerto da fadista e amiga Ana Moura.

## No Brasil
Em 1991, fez duas apresentações no Rock in Rio, nos dias 18 de janeiro e 23 de janeiro. No primeiro dia, o show teve mais de uma hora de atraso, o que deixou o público furioso e resultou em vaias. Porém, Prince compensou o atraso com um show considerado espetacular por esse mesmo público e pela crítica. Prince iria fazer sua terceira apresentação no Brasil no Festival Back2Black, no dia 27 de agosto de 2011, mas acabou sendo cancelada por Prince, sem explicações.
Segundo boatos, a canção "The Most Beautiful Girl In The World" foi escrita para a modelo fluminense Marianne Cotrin (que estrelou o clipe da canção, em 1994), de apenas 16 anos na época.